# Jeux olympiques d'hiver de 2014
Les Jeux olympiques d'hiver de 2014, officiellement appelés les XXIIes Jeux olympiques d'hiver, et 22-е зимние Олимпийские игры en russe, sont célébrés du 7 au 23 février 2014 à Sotchi, ville russe bordée par la mer Noire à proximité du massif du Caucase. L'élection de Sotchi a eu lieu le 4 juillet 2007, lors de la 119e Session du CIO à Ciudad de Guatemala au Guatemala. Sotchi a battu les villes de Salzbourg en Autriche (éliminée au 1er tour) et PyeongChang en Corée du Sud.
C'est la deuxième fois que les Jeux olympiques se tiennent en Russie après les jeux d'été de Moscou en 1980 et la première fois qu'ils sont organisés dans la fédération de Russie depuis l'éclatement de l'URSS.
« Bâties à partir de rien », les infrastructures des deux pôles principaux de compétition, à Sotchi au bord de la mer Noire et dans la vallée de Krasnaïa Poliana dans les montagnes du Caucase, ainsi que les liaisons routières et ferroviaires, entraînent une explosion du budget initialement annoncé à quatorze milliards d'euros, et qui sera finalement supérieur à 37 milliards (plus de 50 milliards de dollars). Les Jeux de Sotchi sont les plus chers de l'histoire, éditions hivernales et estivales confondues.
Ces Jeux composés de 98 épreuves pour 15 disciplines dans 7 sports olympiques, comportent 12 nouvelles épreuves, dont les apparitions du slopestyle en ski et en snowboard et du saut à ski féminin.
La Russie domine le tableau des médailles avec un total de 33 podiums pour 13 titres, mais après la révélation quatre ans plus tard du dopage institutionnel russe ayant entraîné des sanctions du CIO, c'est la Norvège qui apparait en tête de ce tableau. Sur un plan individuel, la patineuse de vitesse néerlandaise Ireen Wüst est l'athlète la plus médaillée de ces Jeux avec cinq podiums au sein d'une équipe des Pays-Bas qui bat des records en accumulant 23 médailles dans cette seule discipline. Le biathlète norvégien Ole Einar Bjørndalen devient le sportif numéro un des Jeux olympiques d'hiver en portant son total à 13 médailles (dont 8 en or) depuis 1998, tout comme sa compatriote skieuse de fond Marit Bjørgen qui s'installe en haut du palmarès féminin avec trois nouveaux titres pour un cumul de 10 médailles. L'Américaine Mikaela Shiffrin, 18 ans et 345 jours est la plus jeune championne olympique de slalom, l'Autrichien Mario Matt, 34 ans et 10 mois, le plus vieux médaillé d'or du ski alpin et l'Américain Bode Miller, 3e du super-G à 36 ans et 5 mois, le plus vieux médaillé. Enfin, l'Italien Armin Zöggeler, médaillé de bronze en luge, est le premier sportif à gagner six médailles en six éditions successives des JO d'hiver.
En novembre 2017, les premières sanctions à la suite de la révélation du scandale de dopage d'État organisé par la Russie lors de ces Jeux sont prononcées par le Comité international olympique. Le fondeur russe Alexander Legkov, vainqueur du 50 km et deuxième du relais 4 × 10 km est disqualifié. Il doit rendre sa médaille d'or et tout le relais russe perd sa médaille d'argent. Il en va ensuite de même pour le vainqueur de la compétition masculine de skeleton, Alexander Tretiakov puis pour les doubles médaillés d'or en bobsleigh Aleksandr Zubkov et Aleksey Voyevoda. Au 22 décembre 2017, quarante-trois sportifs russes ayant concouru à Sotchi ont été disqualifiés, et treize médailles ont été retirées, dont quatre en or. Autre conséquence directe, la Russie est suspendue des Jeux olympiques d'hiver de PyeongChang 2018, ses athlètes étant toutefois autorisés à y participer sous drapeau olympique et sous réserves.
En février 2018, le TAS (tribunal arbitral du sport) lève les sanctions de 28 des 43 athlètes disqualifiés des Jeux de Sotchi et suspendus à vie par le CIO. Les Russes récupérèrent la plupart des médailles gagnées à Sotchi. Parmi les 28 athlètes « sauvés » par le TAS, nous trouvons le fondeur Alexander Legkov et Alexander Tretiakov (skeleton), qui avaient tous deux décroché l'or à Sotchi. Le TAS a estimé que les preuves étaient « insuffisantes » pour établir des cas de dopage à l'encontre de ces sportifs. La réhabilitation de ces athlètes permet à la Russie de retrouver la première place au tableau des médailles de Sotchi avec 11 or, 9 argent et 9 bronze, la Norvège et le Canada complétant le podium. CIO, qui avait fait appel de cette décision en avril 2018, est débouté par la justice suisse sur le cas Legkov. Le CIO déclare : «... puisque les 28 décisions motivées du TAS sont similaires, le CIO ne fera pas appel pour les 27 autres cas » ,.

## Sélection des villes
Sept villes se déclarent initialement candidates à l'organisation des Jeux olympiques de 2014 : Almaty au Kazakhstan, Borjomi en Géorgie, Jaca en Espagne, PyeongChang en Corée du Sud, Salzbourg en Autriche, Sofia en Bulgarie et Sotchi en Russie. Après examen des dossiers des villes requérantes, la commission exécutive du Comité international olympique annonce le 22 juin 2006 que trois villes sont sélectionnées en tant que finalistes : Pyeongchang, Salzbourg et Sotchi. Le 4 juillet 2007, pendant la 119e session du CIO à Guatemala, les Jeux olympiques d'hiver de 2014 sont attribués à Sotchi, qui devance PyeongChang par 51 voix contre 47 au deuxième tour. Elle devient ainsi la première ville russe à accueillir les Jeux d'hiver, alors que Moscou avait organisée les Jeux olympiques d'été de 1980.
Dès son élection, le choix de la ville hôte soulève des questions. Du point de vue météorologique, le climat relativement doux dont bénéficie Sotchi, ville balnéaire située au bord de la mer Noire, en zone subtropicale, et sa région, fait courir le risque que les conditions climatiques ne soient pas celles attendues pour la bonne tenue des épreuves de sports d'hiver. Par ailleurs, les infrastructures nécessaires à l'organisation des Jeux sont presque toutes inexistantes au moment du vote, contrairement aux autres villes concurrentes. Enfin, la situation géographique de Sotchi, située à proximité de régions instables sur le plan géopolitique, comme l'Abkhazie, fait planer des doutes sur la sécurité des Jeux. Sur l'ensemble de ces points, le président russe Vladimir Poutine, qui s'est impliqué personnellement de la défense de la candidature de Sotchi, prononçant notamment devant les membres du CIO le premier discours en anglais de sa carrière, se montre rassurant.
| Sotchi      | Russie       | 34 | 51 |
| PyeongChang | Corée du Sud | 36 | 47 |
| Salzbourg   | Autriche     | 25 | -  |

## Organisation
Le Comité d'organisation des Jeux olympiques et paralympiques d'hiver de 2014 (SOOC selon son sigle anglais) est chargé de l'organisation de ces Jeux.
Plusieurs grands sportifs russes sont ambassadeurs et membres du comité d'organisation des jeux olympiques de 2014, parmi lesquels Evgeni Plushenko, Irina Sloutskaïa, Aleksandr Ovetchkine ou encore Tatiana Navka.

### Logo et slogan
Deux logos différents ont été créés pour ces Jeux olympiques d'hiver de 2014, une pour la candidature de Sotchi et l'autre en tant que marque des Jeux eux-mêmes. Le logo officiel des Jeux olympiques est créé par l'agence internationale de marketing Interbrand et est présenté en décembre 2009 à Moscou. C'est la première fois dans l'histoire des emblèmes des Jeux olympiques qu'une adresse Web, sochi.ru, y est indiquée. La typographie de Sotchi et 2014 est telle que les deux termes pratiquement symétriques se font miroir, illustrant le fait que Sotchi est le point de rencontre entre la mer Noire et les montagnes du Caucase qui se reflètent dans cette mer.

Logo de la candidature de Sotchi pour les JO de 2014.
Logo officiel utilisé pour les JO de 2014.

Alors que le slogan de la candidature était « Gateway to the future » (« La porte du futur »), le slogan officiel pour ces Jeux est dévoilé en 2012 par le comité d'organisation : « Hot. Cool. Yours » (« Chaleureux. Hivernaux. Pour toi »).

### Mascottes

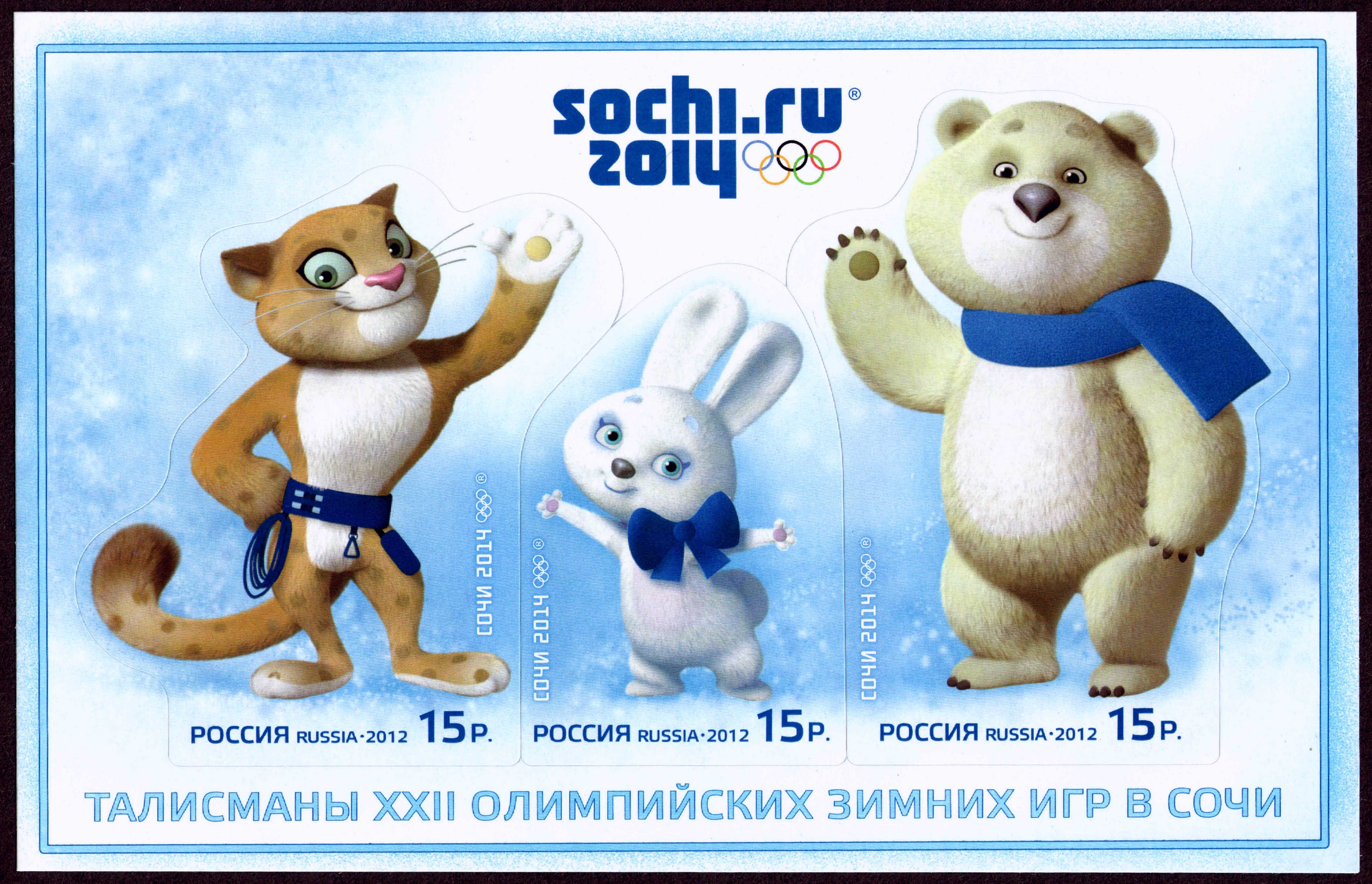
Les trois mascottes sur des timbres.

La sélection des mascottes des Jeux olympiques et paralympiques 2014 a été faite à l'issue de l'émission de télévision « Talismaniya Sochi 2014 – The Final » le 26 février 2011. Le choix du léopard des neiges Barsik, du lapin Zaïka et de l'ours polaire Mishka (qui représentent respectivement l'or, l'argent et le bronze du podium olympique) comme mascottes olympiques a fait l'objet de controverses, notamment en ce qui concerne une fraude possible lors du vote par téléphone qui a placé en tête le léopard des neiges, candidat favori de Vladimir Poutine. Au cours de cette même émission, le rayon de soleil Loutchik et le flocon de neige Snejinka n'ayant pas été retenus, ils sont choisis comme mascottes des Jeux paralympiques par un jury composé de paralympiens.

### Torche olympique
La présentation de la torche olympique s'est déroulée en janvier 2013. Il s'agit d'un objet de 95 cm de haut, 14,5 cm dans sa partie la plus large, pesant 1,8 kg. Elle a l'apparence d'une plume chrome argentée, rehaussée en son milieu d'une surface transparente rouge foncé, couleur traditionnelle de la Russie depuis le XIIIe siècle, symbolisant l'oiseau de feu né du folklore russe. Son équipe de designers, dirigée par Vladimir Pirojkov et Andrei Vodyanik, l'a conçue pour qu'elle puisse brûler malgré les contraintes climatiques russes.
Le parcours de la torche olympique pour les JO de 2014, qui a été allumée à Olympie le 28 septembre 2013, débute le 7 octobre 2013 à Moscou et dure 123 jours. Près de 14 000 personnes à travers 2 900 communes des 83 régions de Russie la portent le long de ce périple et 14 000 torches ont été fabriquées à cet effet. Ce parcours cumule les records. En effet, la torche a fait un séjour dans l'espace du 7 au 11 novembre, dans la station spatiale internationale, elle a parcouru 5 000 km à bord du plus grand brise-glace à propulsion nucléaire du monde, le 50 Let Pobedy, pour faire l'aller-retour entre Mourmansk et le Pôle Nord géographique revendiqué par la Russie par le biais de la dorsale de Lomonossov. Elle est descendue dans les profondeurs du lac Baïkal en Sibérie et est montée, début février, au plus haut sommet d'Europe, le mont Elbrouz dans le Caucase. Elle a effectué en tout et pour tout un périple d'environ 65 000 km, un record qui permet à Moscou de mettre en scène sa souveraineté et de créer un effet unificateur pour la nation russe,.

### Médailles
Parmi les 98 médailles d'or distribuées lors de ces jeux, les sept attribuées le 15 février 2014 contenaient un fragment du météore de Tcheliabinsk, pour marquer le premier anniversaire de la chute de ce bolide ; il s'agit des médailles d'or de slalom géant féminin, du relais féminin en ski de fond, du saut à ski sur gros tremplin, du skeleton masculin, du 1 500 mètres masculin en patinage de vitesse, et du 1 000 mètres féminin et du 1 500 mètres masculin en short track.

### Sécurité
Les attentats de décembre 2013 à Volgograd (Russie), survenus quelques semaines avant le début des JO, visent, selon plusieurs analystes, à créer une « atmosphère de terreur ». Gérard Chaliand rappelle par ailleurs « que les Ouïgours et les Tibétains se sont manifestés en Chine dans les semaines qui ont précédé les Jeux olympiques de Pékin » en 2008,.
Face à cette menace, 100 000 policiers, militaires et agents de renseignements sont mobilisés pour ces jeux, dont 37 000 dans l'enceinte olympique protégée par un mur de trois mètres de haut. D'autres dispositifs de surveillance et de protection sont également déployés : 5 000 caméras, des drones, des missiles sol-air, des systèmes sophistiqués de détection aérienne et sous-marine (dont six batteries Pantsir S-1 pour assurer une bulle de protection resserrée autour du village olympique) et en mer des navires de surface et des sous-marins russes, assistés de deux navires de guerre, une frégate et le navire de commandement américain USS Mount Whitney. Toutes les communications (téléphoniques, internet) sont surveillées par le système SORM du FSB.

## Contrats publicitaires
Les contrats publicitaires affichent une hausse continue. À la veille des jeux, la compagnie américaine de télévision NBC en est déjà à 800 millions de dollars de contrats publicitaires, un record pour elle.

## Constructions sportives

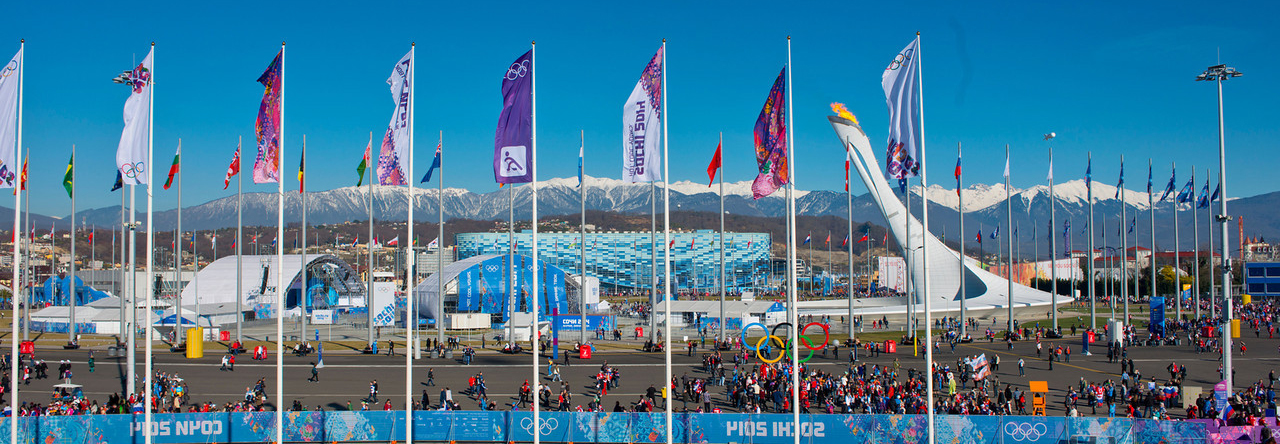
Vue panoramique du parc olympique.

Les jeux se passent dans deux sites :
- le complexe côtier qui comprend le parc olympique de Sotchi situé dans le microraïon d'Adler ;
- le complexe de montagne à Krasnaïa Poliana (Красная Поляна en russe, ce qui signifie « la clairière rouge »), station de ski située à 60 km du centre-ville de Sotchi et à 40 km d'Adler.

### Le parc olympique

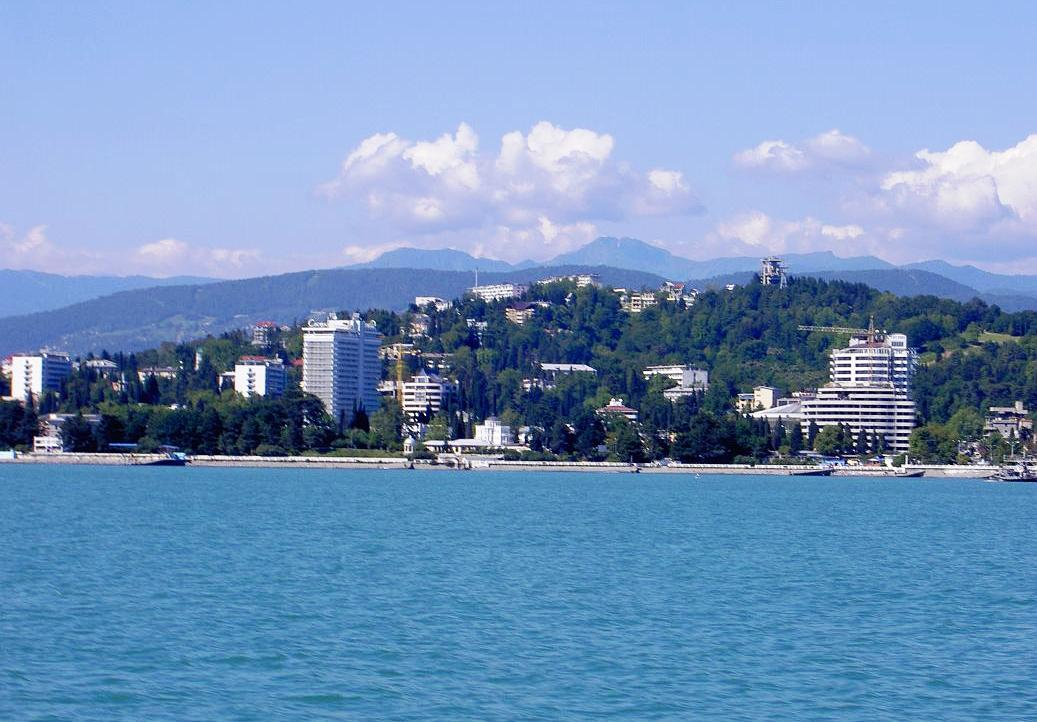
Vue du front de mer de Sotchi depuis la mer Noire, situé à 20 km au nord du complexe côtier.

Le parc olympique de Sotchi est installé à Adler sur la côte de la mer Noire.
Sont construits, en lieu et place d'un ancien kolkhoze :
- le Palais des glaces Bolchoï, une grande arène de glace pour le hockey sur glace, d'une capacité de 12 000 spectateurs ;
- l'Arène de glace Chaïba, aussi pour le hockey, prévue pour 7 000 spectateurs ;
- le Centre de patinage de vitesse « Adler Arena », pour 8 000 spectateurs ;
- le Centre de patinage artistique Iceberg pour le patinage artistique, d'une capacité de 12 000 spectateurs ;
- le Centre de curling Ice Cube, une arène de curling pour 3 000 spectateurs ;
- le Stade olympique Ficht d'une capacité de 47 500 spectateurs ;
- le village olympique Usadba (« propriété résidentielle » en russe).

Disposition des installations sportives du complexe côtier.

### Krasnaïa Poliana
Sont construits :

Sites des épreuves à Krasnaïa Poliana (carte interactive).

- le Centre de sport de glisse Sanki pouvant accueillir 11 000 spectateurs ;
- le complexe « Laura » pour le biathlon et le ski, 20 000 spectateurs ;
- le complexe « Rosa Khutor » pour le ski alpin et le snowboard, 18 000 spectateurs ; l'originalité de ce complexe étant l'arrivée commune à toutes les disciplines de ski alpin et le stockage d'un demi million de m3 de neige[30], Sotchi étant réputée pour la douceur[31] de son climat subtropical[32] ;
- la station de montagne « Alpika service » pour le freestyle ;
- le centre de ski nordique pour le saut à ski, RusSki Gorki, 15 000 spectateurs ;
- deux villages olympiques Derevnia (« village ») et Sloboda (« grand village » ou « faubourg » en russe)
- le lieu d'hébergement des journalistes à Gornaïa Karoussel.

## Nations participantes
Au 24 janvier 2014, 90 nations sont annoncées à ces jeux grâce à la qualification d'au moins un athlète, avec près de 3 000 athlètes (presque autant d'accompagnateurs). Sept pays font leurs débuts aux Jeux olympiques d'hiver : la Dominique, Malte, le Paraguay, le Timor oriental, le Togo, les Tonga et le Zimbabwe. Six pays ayant participé en 2010 ne sont pas présents en 2014 : l'Afrique du Sud, la Colombie, la Corée du Nord, l'Éthiopie, le Ghana et le Sénégal.

### Sportifs sous le drapeau olympique
L'Inde est présente, représentée par trois sportifs, en luge, ski alpin et ski de fond, qui ont défilé sous le drapeau olympique à cause de la suspension du comité olympique indien, car les élections de l'Indian Olympic Association sont prévues deux jours après la cérémonie d'ouverture, ne permettant, théoriquement, pas de lever la suspension à temps. Les athlètes indiens ont donc défilé sous le drapeau olympique au cours de la cérémonie d'ouverture. Toutefois, le 11 février, le CIO prit la décision de réintégrer l'Inde dans le comité avec effet immédiat. Il leur est alors possible de concourir aux jeux 2014 sous leur propre drapeau. Le lugeur Shiva Keshavan a disputé l'épreuve individuelle le premier week-end de la compétition a donc concouru sous la bannière olympique, tandis que les deux autres athlètes concourent sous le drapeau indien.

### Défections
Plusieurs pays ont décidé de ne pas participer aux Jeux alors qu'un de leurs représentants était qualifié.
L'Afrique du Sud devait participer, ayant obtenu une place pour le skieur Sive Speelman. Le Comité olympique sud-africain décide toutefois de ne pas envoyer ce skieur aux Jeux, arguant que ses résultats lors des qualifications ne sont pas assez bons. La place accordée à Speelman a été réattribuée à un autre pays.
L'Algérie a choisi de ne pas participer aux jeux car Mehdhi-Selim Khelifi était le seul qui ait réussi à se qualifier.
Kristina Krone est initialement qualifiée pour représenter Porto Rico à Sotchi, mais le Comité national olympique portoricain a décidé de ne plus envoyer d'athlètes aux Jeux d'hiver depuis le forfait de dernière minute d'une équipe de bobsleigh aux Jeux de 2002.

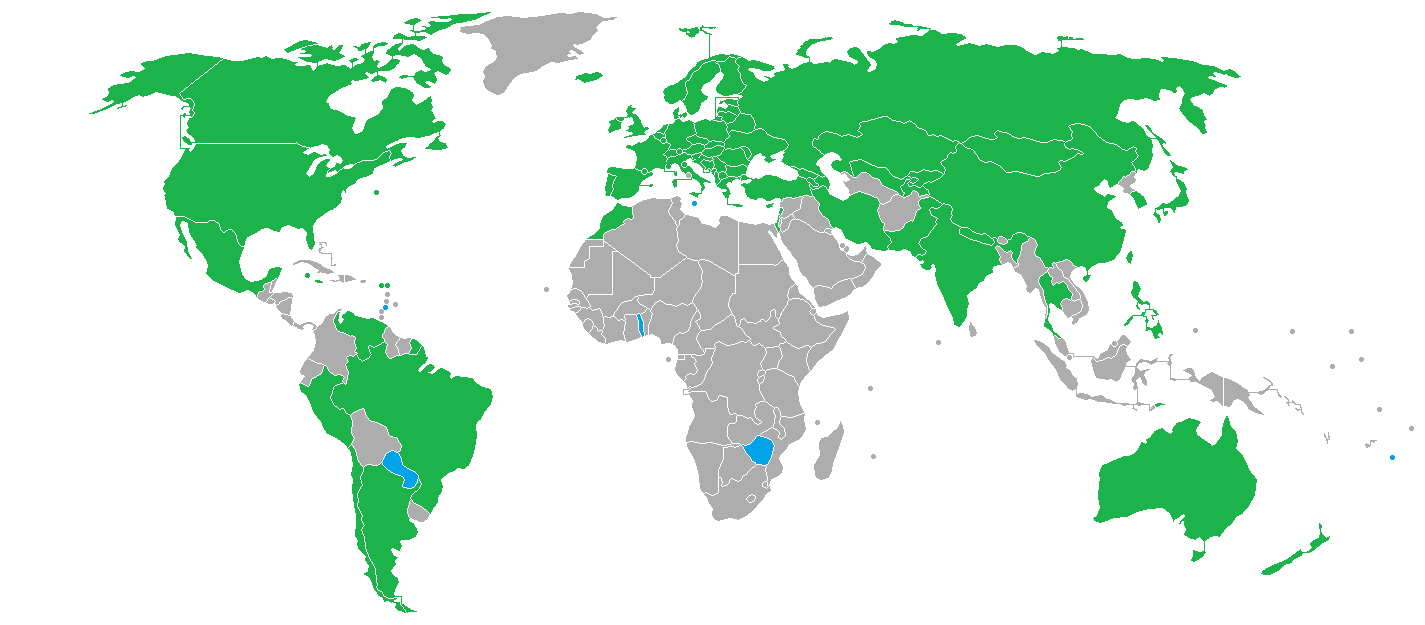
Carte des nations participantes aux JO 2014 (en bleu : première participation).

| Afrique                               | Amérique | Asie | Europe | Océanie                                              |
| ------------------------------------- | --- | --- | --- | ---------------------------------------------------- |
| - Maroc (2) - Togo (2) - Zimbabwe (1) | - Argentine (7) - Bermudes (1) - Brésil (13) - Îles Caïmans (1) - Canada (220) - Chili (6) - Dominique (2) - États-Unis (230) - Îles Vierges britanniques (1) - Îles Vierges des États-Unis (1) - Jamaïque (3) - Mexique (1) - Paraguay (1) - Pérou (3) - Venezuela (1) | - Chine (65) - Taipei chinois (3) - Corée du Sud (71) - Hong Kong (1) - Inde (3) - Iran (5) - Israël (5) - Japon (113) - Kazakhstan (51) - Kirghizistan (1) - Liban (2) - Mongolie (2) - Népal (1) - Ouzbékistan (3) - Pakistan (1) - Philippines (1) - Tadjikistan (1) - Thaïlande (2) - Timor oriental (1) | - Albanie (2) - Allemagne (153) - Andorre (6) - Arménie (4) - Autriche (130) - Azerbaïdjan (4) - Belgique (7) - Biélorussie (26) - Bosnie-Herzégovine (5) - Bulgarie (18) - Chypre (2) - Croatie (11) - Danemark (12) - Estonie (25) - Espagne (20) - Finlande (104) - France (114) - Géorgie (4) - Grèce (7) - Hongrie (16) - Irlande (5) - Islande (5) - Italie (113) - Lettonie (57) - Liechtenstein (4) - Lituanie (9) - Luxembourg (1) - Macédoine (3) - Malte (1) - Moldavie (4) - Monaco (5) - Monténégro (2) - Norvège (119) - Pays-Bas (41) - Pologne (59) - Portugal (2) - Roumanie (23) - Grande-Bretagne (56) - Russie (226) (hôte) - Saint-Marin (2) - Serbie (8) - Slovaquie (63) - Slovénie (67) - Suède (111) - Suisse (163) - République tchèque (89) - Turquie (6) - Ukraine (43) | - Australie (60) - Nouvelle-Zélande (15) - Tonga (1) |
| 3 pays                                | 15 pays | 18 pays | 49 pays | 3 pays                                               |

## Les cérémonies

### Ouverture

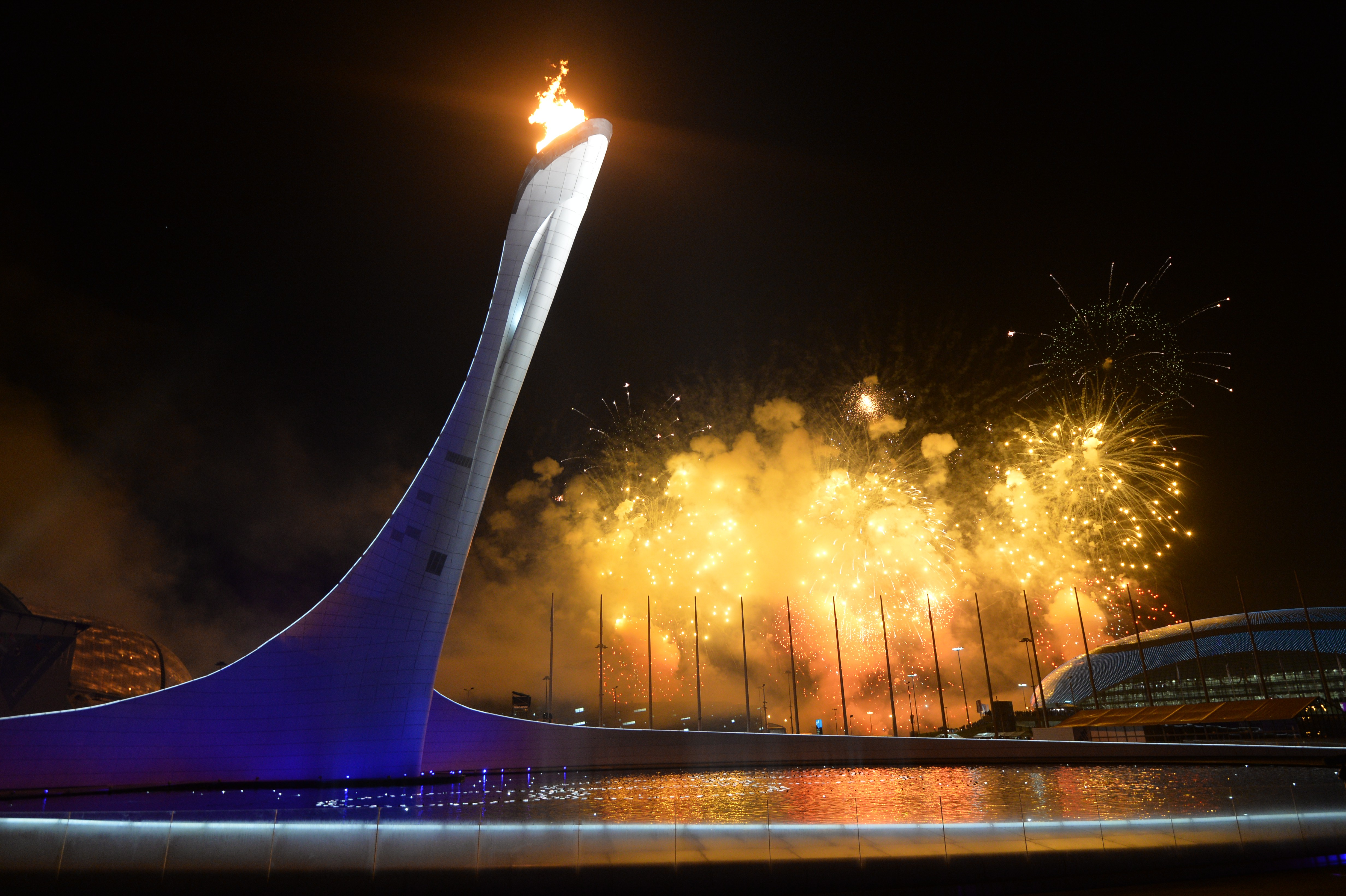
La flamme olympique et le début du feu d'artifice.

La cérémonie d'ouverture a eu lieu le 7 février 2014. Plus de 3 000 personnes appartenant à des groupes artistiques ont participé aux danses, ballets, acrobaties et spectacles de cirque lors de la cérémonie d'ouverture qui a été suivie par environ trois milliards de téléspectateurs dans le monde, dont 5,5 millions en France, et par 40 000 spectateurs présent dans le stade olympique Ficht de Sotchi.
La patineuse artistique Irina Rodnina et le joueur de hockey sur glace Vladislav Tretiak ont allumé la torche.

### Clôture
La cérémonie de clôture s'est déroulée le dimanche 23 février dans le Stade olympique Ficht en présence de Vladimir Poutine, cérémonie mettant en valeur les arts russes, avec le passage du témoin pour l'organisation des Jeux olympiques d'hiver de 2018 à Pyeongchang en Corée du Sud.

## Compétition

### Sports au programme
Ces Jeux de Sotchi comprennent 98 épreuves (49 épreuves d'hommes, 43 de femmes et six mixtes) pour quinze disciplines dans sept sports olympiques, soit le nombre le plus élevé de l'histoire des Jeux d'hiver après le précédent record de 86 épreuves lors des Jeux de Vancouver en 2010.
Le 6 avril 2011 à Londres, la commission exécutive du Comité international olympique a validé l'introduction des sports suivants:
- Le relais mixte en biathlon
- Le half-pipe en ski (messieurs et dames)
- Une épreuve par équipe en patinage artistique
- Le relais en luge.
- Le saut à ski féminin réservé jusqu'alors aux hommes[43],[44].

Le 4 juillet 2011, le Comité international olympique a sélectionné trois nouvelles disciplines.
- Le slopestyle en snowboard
- Le slopestyle ski
- Du slalom parallèle en snowboard.

Le ski alpin par équipes, quant à lui, n’a pas été retenu.
Le 28 novembre 2006, le Conseil exécutif de la COI a décidé de ne pas inclure les sports suivants dans le processus du programme d'examen.
- Le ski de montagne
- Le ski d'orientation
- Le triathlon d'hiver

| Disciplines         | Hommes | Femmes | Mixte | Total |
| ------------------- | ------ | ------ | ----- | ----- |
| Biathlon            | 5      | 5      | 1     | 11    |
| Bobsleigh           | 2      | 1      | -     | 3     |
| Combiné nordique    | 3      | -      | -     | 3     |
| Curling             | 1      | 1      | -     | 2     |
| Hockey sur glace    | 1      | 1      | -     | 2     |
| Luge                | 1      | 1      | 2     | 4     |
| Patinage artistique | 1      | 1      | 3     | 5     |
| Patinage de vitesse | 6      | 6      | -     | 12    |
| Saut à ski          | 3      | 1      | -     | 4     |
| Short-track         | 4      | 4      | -     | 8     |
| Skeleton            | 1      | 1      | -     | 2     |
| Ski acrobatique     | 5      | 5      | -     | 10    |
| Ski alpin           | 5      | 5      | -     | 10    |
| Ski de fond         | 6      | 6      | -     | 12    |
| Snowboard           | 5      | 5      | -     | 10    |
| Total (15)          | 49     | 43     | 6     | 98    |

|}

### Calendrier
|  | Cérémonies |  | Jour de compétition | 4 | Jour de finale (Nombre de finales) |  | Finales reportées |  | Gala d’exhibition |

| Calendrier général des Jeux olympiques de 2014 | Calendrier général des Jeux olympiques de 2014 | Calendrier général des Jeux olympiques de 2014 | Calendrier général des Jeux olympiques de 2014 | Calendrier général des Jeux olympiques de 2014 | Calendrier général des Jeux olympiques de 2014 | Calendrier général des Jeux olympiques de 2014 | Calendrier général des Jeux olympiques de 2014 | Calendrier général des Jeux olympiques de 2014 | Calendrier général des Jeux olympiques de 2014 | Calendrier général des Jeux olympiques de 2014 | Calendrier général des Jeux olympiques de 2014 | Calendrier général des Jeux olympiques de 2014 | Calendrier général des Jeux olympiques de 2014 | Calendrier général des Jeux olympiques de 2014 | Calendrier général des Jeux olympiques de 2014 | Calendrier général des Jeux olympiques de 2014 | Calendrier général des Jeux olympiques de 2014 | Calendrier général des Jeux olympiques de 2014 | Calendrier général des Jeux olympiques de 2014 | Calendrier général des Jeux olympiques de 2014 |
| Février 2014                                   | Février 2014                                   | Février 2014                                   | 6                                              | 7                                              | 8                                              | 9                                              | 10                                             | 11                                             | 12                                             | 13                                             | 14                                             | 15                                             | 16                                             | 17                                             | 18                                             | 19                                             | 20                                             | 21                                             | 22                                             | 23                                             |
| ---------------------------------------------- | ---------------------------------------------- | ---------------------------------------------- | ---------------------------------------------- | ---------------------------------------------- | ---------------------------------------------- | ---------------------------------------------- | ---------------------------------------------- | ---------------------------------------------- | ---------------------------------------------- | ---------------------------------------------- | ---------------------------------------------- | ---------------------------------------------- | ---------------------------------------------- | ---------------------------------------------- | ---------------------------------------------- | ---------------------------------------------- | ---------------------------------------------- | ---------------------------------------------- | ---------------------------------------------- | ---------------------------------------------- |
| Cérémonies                                     | Cérémonies                                     | Drapeau olympique                              |                                                | O                                              |                                                |                                                |                                                |                                                |                                                |                                                |                                                |                                                |                                                |                                                |                                                |                                                |                                                |                                                |                                                | C                                              |
| Bobsleigh                                      | Bobsleigh                                      | Pictogramme Bobsleigh                          |                                                |                                                |                                                |                                                |                                                |                                                |                                                |                                                |                                                |                                                |                                                | 1                                              |                                                | 1                                              |                                                |                                                |                                                | 1                                              |
| Curling                                        | Curling                                        | Pictogramme Curling                            |                                                |                                                |                                                |                                                |                                                |                                                |                                                |                                                |                                                |                                                |                                                |                                                |                                                |                                                | 1                                              | 1                                              |                                                |                                                |
| Hockey sur glace                               | Hockey sur glace                               | Pictogramme Hockey sur glace                   |                                                |                                                |                                                |                                                |                                                |                                                |                                                |                                                |                                                |                                                |                                                |                                                |                                                |                                                | 1                                              |                                                |                                                | 1                                              |
| Luge                                           | Luge                                           | Pictogramme Luge                               |                                                |                                                |                                                | 1                                              |                                                | 1                                              | 1                                              | 1                                              |                                                |                                                |                                                |                                                |                                                |                                                |                                                |                                                |                                                |                                                |
| P a t i n a g e                                | Artistique                                     | Pictogramme Patinage artistique                |                                                |                                                |                                                | 1                                              |                                                |                                                | 1                                              |                                                | 1                                              |                                                |                                                | 1                                              |                                                |                                                | 1                                              |                                                |                                                |                                                |
| P a t i n a g e                                | Vitesse                                        | Pictogramme Patinage de vitesse                |                                                |                                                | 1                                              | 1                                              | 1                                              | 1                                              | 1                                              | 1                                              |                                                | 1                                              | 1                                              |                                                | 1                                              | 1                                              |                                                |                                                | 1                                              |                                                |
| P a t i n a g e                                | Short-track                                    | Pictogramme Short-track                        |                                                |                                                |                                                |                                                | 1                                              |                                                |                                                | 1                                              |                                                | 1                                              |                                                |                                                | 1                                              |                                                |                                                | 1                                              |                                                |                                                |
| Skeleton                                       | Skeleton                                       | Pictogramme Skeleton                           |                                                |                                                |                                                |                                                |                                                |                                                |                                                |                                                | 1                                              | 1                                              |                                                |                                                |                                                |                                                |                                                |                                                |                                                |                                                |
| Ski acrobatique                                | Ski acrobatique                                | Pictogramme Ski acrobatique                    |                                                |                                                | 1                                              |                                                | 1                                              | 1                                              |                                                | 1                                              | 1                                              |                                                |                                                | 1                                              | 1                                              |                                                | 1                                              | 1                                              |                                                |                                                |
| Ski alpin                                      | Ski alpin                                      | Pictogramme Ski alpin                          |                                                |                                                |                                                | 1                                              | 1                                              |                                                | 1                                              |                                                | 1                                              | 1                                              | 1                                              |                                                | 1                                              | 1                                              |                                                | 1                                              | 1                                              |                                                |
| S k i n o r d i q u e                          | Biathlon                                       | Pictogramme Biathlon                           |                                                |                                                | 1                                              | 1                                              | 1                                              | 1                                              |                                                | 1                                              | 1                                              |                                                | 1                                              | 1                                              | 1                                              | 1                                              |                                                | 1                                              | 1                                              |                                                |
| S k i n o r d i q u e                          | Combiné nordique                               | Pictogramme Combiné nordique                   |                                                |                                                |                                                |                                                |                                                |                                                | 1                                              |                                                |                                                |                                                |                                                |                                                | 1                                              |                                                | 1                                              |                                                |                                                |                                                |
| S k i n o r d i q u e                          | Saut à ski                                     | Pictogramme Saut à ski                         |                                                |                                                |                                                | 1                                              |                                                | 1                                              |                                                |                                                |                                                | 1                                              |                                                | 1                                              |                                                |                                                |                                                |                                                |                                                |                                                |
| S k i n o r d i q u e                          | Ski de fond                                    | Pictogramme Ski de fond                        |                                                |                                                | 1                                              | 1                                              |                                                | 2                                              |                                                | 1                                              | 1                                              | 1                                              | 1                                              |                                                |                                                | 2                                              |                                                |                                                | 1                                              | 1                                              |
| Snowboard                                      | Snowboard                                      | Pictogramme Snowboard                          |                                                |                                                | 1                                              | 1                                              |                                                | 1                                              | 1                                              |                                                |                                                |                                                | 1                                              | 1                                              | 1                                              | 2                                              |                                                |                                                | 1                                              |                                                |
| Février 2014                                   | Février 2014                                   | Février 2014                                   | 6                                              | 7                                              | 8                                              | 9                                              | 10                                             | 11                                             | 12                                             | 13                                             | 14                                             | 15                                             | 16                                             | 17                                             | 18                                             | 19                                             | 20                                             | 21                                             | 22                                             | 23                                             |

|  | Cérémonies |  | Jour de compétition | 4 | Jour de finale (Nombre de finales) |  | Finales reportées |  | Gala d’exhibition |

### Tableau des médailles
Comme lors des deux précédentes éditions, vingt-six des 88 nations participant à ces Jeux remportent au moins une médaille, comme détaillé dans le tableau ci-dessous. Vingt-et-un pays gagnent au moins une médaille d'or et vingt-quatre nations obtiennent plus d'une médaille. Au total, 295 médailles sont distribuées.
La Russie, qui évoluait à domicile, arrivait en tête de ce tableau avec 33 médailles : 13 d'or, 11 d'argent et 9 de bronze. Quatre ans auparavant à Vancouver, les Russes avaient terminé à la 11e place avec seulement 3 médailles d'or, soit dix de moins qu'à Sotchi, ils avaient obtenu également cinq médailles en argent et sept en bronze. La meilleure nation des Jeux de 2010, le Canada, est cette fois troisième avec 25 médailles dont les 4 titres mis en jeu dans les sports collectifs que sont le curling et le hockey sur glace. La Slovénie obtient ses deux premiers titres olympiques en hiver tandis qu'aucun pays ne remporte de médaille pour la première fois.
En novembre 2017, la Russie qui se trouve au centre d'une affaire de dopage d'État, se voit retirer onze médailles (4 en or, 6 en argent et 1 en bronze) par la commission de discipline du Comité international olympique, total arrêté au 27 novembre 2017, mais qui n'est pas définitif. En février 2018, le Tribunal arbitral du sport (TAS) satisfait aux appels de 39 sportifs russes sanctionnés par le CIO. Le TAS, après enquête estime que les preuves étaient insuffisantes pour établir les cas de dopages. Ainsi, le TAS annule la suspension à vie de 28 sportifs russes et réattribue plusieurs médailles. De plus, en 2020, le TAS réhabilite Olga Vilukhina, médaillée d'argent en sprint en biathlon. Cette réhabilitation permet à la Russie de retrouver la première place au tableau des médailles avec 11 or, 10 argent et 9 bronze.
En avril 2018, le CIO, qui avait fait appel de la décision du TAS, est débouté par la justice suisse sur le cas Legkov. Le CIO déclare : «... puisque les 28 décisions motivées du TAS sont similaires, le CIO ne fera pas appel pour les 27 autres cas » ,.
- Pays organisateur ( Russie)

| Rang  | Nation             | Or | Argent | Bronze | Total |
| ----- | ------------------ | -- | ------ | ------ | ----- |
| 1     | Norvège            | 11 | 6      | 10     | 27    |
| 2     | Russie             | 10 | 10     | 9      | 29    |
| 3     | Canada             | 10 | 10     | 5      | 25    |
| 4     | États-Unis         | 9  | 9      | 10     | 28    |
| 5     | Allemagne          | 9  | 5      | 5      | 19    |
| 6     | Pays-Bas           | 8  | 7      | 9      | 24    |
| 7     | Suisse             | 7  | 2      | 2      | 11    |
| 8     | Biélorussie        | 5  | 0      | 1      | 6     |
| 9     | Autriche           | 4  | 9      | 4      | 17    |
| 10    | France             | 4  | 4      | 7      | 15    |
| 11    | Pologne            | 4  | 1      | 1      | 6     |
| 12    | Chine              | 3  | 4      | 2      | 9     |
| 13    | Corée du Sud       | 3  | 3      | 2      | 8     |
| 14    | Suède              | 2  | 7      | 6      | 15    |
| 15    | République tchèque | 2  | 4      | 3      | 9     |
| 16    | Slovénie           | 2  | 2      | 4      | 8     |
| 17    | Japon              | 1  | 4      | 3      | 8     |
| 18    | Finlande           | 1  | 3      | 1      | 5     |
| 19    | Grande-Bretagne    | 1  | 1      | 3      | 5     |
| 19    | Lettonie           | 1  | 1      | 3      | 5     |
| 21    | Ukraine            | 1  | 0      | 1      | 2     |
| 22    | Slovaquie          | 1  | 0      | 0      | 1     |
| 23    | Italie             | 0  | 2      | 6      | 8     |
| 24    | Australie          | 0  | 2      | 1      | 3     |
| 25    | Croatie            | 0  | 1      | 0      | 1     |
| 26    | Kazakhstan         | 0  | 0      | 1      | 1     |
| Total | Total              | 98 | 97     | 99     | 294   |

### Sportifs les plus médaillés
| Athlète          | Pays               | Sport               | Médaille d'or, Jeux olympiques | Médaille d'argent, Jeux olympiques | Médaille de bronze, Jeux olympiques | Ensemble |
| Viktor Ahn       | Russie             | Short track         | 3                              | 0                                  | 1                                   | 4        |
| Darya Domracheva | Biélorussie        | Biathlon            | 3                              | 0                                  | 0                                   | 3        |
| Marit Bjørgen    | Norvège            | Ski de fond         | 3                              | 0                                  | 0                                   | 3        |
| Ireen Wüst       | Pays-Bas           | Patinage de vitesse | 2                              | 3                                  | 0                                   | 5        |
| Martin Fourcade  | France             | Biathlon            | 2                              | 1                                  | 0                                   | 3        |
| Sven Kramer      | Pays-Bas           | Patinage de vitesse | 2                              | 1                                  | 0                                   | 3        |
| Jorrit Bergsma   | Pays-Bas           | Patinage de vitesse | 2                              | 0                                  | 1                                   | 3        |
| Park Seung-hi    | Corée du Sud       | Short track         | 2                              | 0                                  | 1                                   | 3        |
| Charlotte Kalla  | Suède              | Ski de fond         | 1                              | 2                                  | 0                                   | 3        |
| Shim Suk-hee     | Corée du Sud       | Short track         | 1                              | 1                                  | 1                                   | 3        |
| Tiril Eckhoff    | Norvège            | Biathlon            | 1                              | 0                                  | 2                                   | 3        |
| Ondřej Moravec   | République tchèque | Biathlon            | 0                              | 2                                  | 1                                   | 3        |
| Arianna Fontana  | Italie             | Short track         | 0                              | 1                                  | 2                                   | 3        |

## Controverses

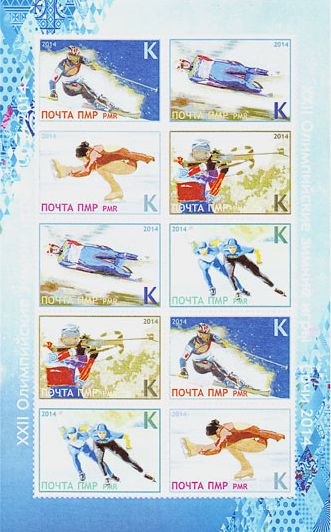
Les timbres-poste de Pridnestrovie, jeux olympiques à Sotchi.

Le choix de Sotchi ainsi que la préparation des Jeux olympiques d'hiver 2014 ont fait l'objet de vives critiques de la part de certains médias, les autorités russes étant particulièrement visées à propos des points suivants :
- Pour Reporters sans frontières et l'ONG Human Rights Watch, la liberté de la presse aurait été entravée à de nombreuses reprises par la police[51],[52],[53] ;
- La liberté sexuelle des athlètes ne serait pas garantie : Le Huffington Post avance que « la Russie pourrait arrêter les athlètes gay lors des JO d'hiver »[54],[53] ;
- De nombreux travailleurs migrants, parmi les 60 000 ouvriers employés, seraient exploités, travaillant dans des conditions très difficiles et n'étant pour nombre d'entre eux que partiellement payés[55],[56],[53].

Malgré l'engagement des organisateurs que les jeux de Sotchi soient en « harmonie avec la nature », les organisations écologistes sur place affirment que les chantiers ont provoqué un accroissement des risques de glissement de terrain et d'inondation, des écoulements d'eaux usées dans la mer et une pollution des sources d'eau potable,.
Les investissements sont finalement estimés à 50 milliards d'euros. Ce budget a notamment permis la construction du village olympique, de 14 sites olympiques, auxquels s’ajoutent un nouvel aéroport international, un port maritime, deux gares, 202 km de voies ferrées, 365 km de nouvelles routes, 102 ponts routiers, 54 ponts ferroviaires, 22 tunnels, ainsi que 3 centrales thermiques, 1 centrale hydroélectrique, 19 unités de production électrique et 480 kilomètres de gazoducs, infrastructures dénoncées par les écologistes pour leur impact « extrêmement négatif » sur l’environnement,. Selon un rapport de Boris Nemtsov et Leonid Martynyuk, membres du mouvement d'opposition Solidarnost, une partie des sommes investies servi à l'enrichissement de Vladimir Poutine et d'hommes d'affaires, la corruption représentant selon diverses estimations de 20 % à 50 % des dépenses.
En 2012, les écologistes Evgeni Vitichko et Suren Gazarian avaient été condamnés à trois années de prison avec sursis pour avoir tagué une clôture dans une zone forestière protégée. Pendant les Jeux, un certain Evgeni Vitichko, membre d’une ONG de défense de l’environnement du Caucase du Nord, a été condamné par le tribunal régional de Krasnodar à trois ans d’emprisonnement, Daniel Cohn-Bendit allant jusqu’à comparer Poutine à Hitler. L’appel au boycott lancé aux athlètes français par Bernard-Henri Lévy durant l’Euromaïdan n’empêchera pas la Crimée de déclarer son indépendance.

### Débat sur le boycott
À la suite de la guerre d'Ossétie du Sud de 2008 et de l'occupation russe de plusieurs points stratégiques de Géorgie dont le port de Poti, le ministre des Affaires étrangères tchèque, Karel Schwarzenberg, s'est déclaré favorable à un boycott des Jeux olympiques d'hiver de 2014, affirmant : « Je trouve qu'organiser une fête de la paix et du sport dans le voisinage immédiat d'un lieu où l'on a massacré et mené une guerre d'agression est une idée étrange ».
En outre, la question du boycott des JO de Sotchi a été latente en Géorgie à partir de 2008 et jusqu'à l'arrivée au pouvoir de la coalition « rêve géorgien » de Bidzina Ivanichvili en octobre 2012. Contrairement à l'avis longtemps défendu par Mikhail Saakachvili, le nouveau Premier ministre de coalition Ivanichvili a déclaré fin décembre 2012 que la Géorgie participerait aux JO, geste d'ouverture à l'égard du voisin russe dans une démarche de rapprochement bilatéral.
En 2013, de nouveaux appels au boycott ont été lancés par des associations en faveur de l'information homosexuelle auprès des mineurs à la suite du vote d'une loi contre la « propagande homosexuelle » auprès des mineurs,.
Enfin, en 2014, à la suite du mouvement contestataire en Ukraine, Bernard-Henri Lévy lance un appel contesté pour « suspendre la participation européenne aux Jeux olympiques de Sotchi. »

### Sanctions pour dopage d'État
En décembre 2014, la chaine allemande ARD a publié un documentaire montrant que la Russie organisait un programme de dopage pour aider ses athlètes dans les compétitions. En mai 2016, le New York Times publie des allégations de l'ex-directeur de laboratoire antidopage russe, qui dénonce une subtilisation d'échantillons et un dopage organisé avec l'aide des services secrets pendant les Jeux de Sotchi. Selon lui, un tiers des médailles des athlètes russes auraient été remportées grâce au dopage,,,. En juillet 2016, un rapport d'une centaine de pages, commandé en mai par l'Agence mondiale antidopage (AMA), affirme que le ministère des Sports russe a « contrôlé, dirigé et supervisé les manipulations, avec l'aide active des services secrets russes » pendant les J.O., ainsi que toutes les compétitions internationales organisées en Russie entre 2011 et 2015,. En parallèle, l'athlétisme russe est aussi concerné par une vaste affaire de dopage . Le Comité international olympique met alors en place une commission dirigée par Denis Oswald pour notamment prouver scientifiquement les manipulations d'échantillons lors des Jeux de Sotchi et auditionner tous les athlètes russes incriminés. Les sanctions pour violation des règles antidopage commencent à être prononcées en novembre 2017. Elles touchent au 22 décembre 2017 quarante-trois athlètes russes ayant concouru à Sotchi. À cette date, treize médailles dont quatre en or ont été retirées à la Russie. Ainsi, Alexander Legkov (ski de fond), Alexander Tretiakov (skeleton) et Aleksandr Zubkov (bobsleigh, double vainqueur) se voient retirer leurs titres. Le 5 décembre 2017, la commission exécutive du CIO suspend le comité olympique russe, et donc la Russie en tant que nation participante des Jeux olympiques de PyeongChang 2018, mais décide toutefois d'inviter ses athlètes qui pourront concourir sous le drapeau olympique. « Ces athlètes invités participeront aux Jeux, que ce soit dans des compétitions individuelles ou par équipes, sous l'appellation “Athlètes olympiques de Russie (OAR)”. Ils concourront dans une tenue portant cette appellation et sous le drapeau olympique. L'hymne olympique sera interprété lors de toute cérémonie les concernant. ».

## Médias

### Droits de diffusion
Dans la plupart des régions, les droits de diffusion des Jeux olympiques d'hiver de 2014 ont été regroupés avec ceux des Jeux olympiques d'été de 2016, mais certains diffuseurs ont également acquis les droits pour d'autres éditions. Les droits de diffusion nationaux ont été vendus par Sportfive à un consortium de trois diffuseurs russes : Channel One, VGTRK et NTV Plus.
Aux États-Unis, les Jeux olympiques d'hiver de 2014 ont été les premiers à bénéficier d'un nouveau contrat de 4,38 milliards de dollars avec NBCUniversal, prolongeant ainsi les droits de diffusion des Jeux olympiques jusqu'en 2020.
Au Canada, après avoir perdu les Jeux de 2010 et 2012 au profit de Bell Media et Rogers Media, la Société Radio-Canada a récupéré les droits de diffusion des Jeux olympiques pour la première fois depuis 2008, en obtenant les droits des Jeux de 2014 et 2016. Bell et Rogers ont sous-licencié les droits de télévision payante pour leurs réseaux TSN, Sportsnet et Réseau des sports, ainsi que pour TVA Sports du groupe TVA,.
En Australie, après que les trois principales chaînes commerciales aient renoncé à enchérir sur les droits des Jeux de 2014 et 2016 en raison de problèmes de coût, le CIO a attribué les droits de diffusion uniquement pour les Jeux olympiques d'hiver de 2014 à Network Ten pour 20 millions de dollars australiens,,.

### Tournage
Plusieurs diffuseurs ont utilisé les Jeux pour tester la norme émergente de la télévision à ultra haute définition (UHDTV). Tant NTV Plus que Comcast ont filmé des parties des Jeux en résolution 4K ; Comcast a proposé son contenu via des applications de smart TV, tandis que NTV+ a organisé des diffusions publiques et des projections cinématographiques du contenu. NHK a filmé des parties des Jeux en résolution 8K pour une diffusion publique. Le sponsor olympique Panasonic a filmé la cérémonie d'ouverture en 4K,,.